# Florim húngaro
O florim húngaro ou forinte (forint em húngaro; plural em português: florins ou forintes), é a moeda oficial da Hungria. O código ISO 4217 para o florim húngaro é HUF. Foi criado em 1.° de agosto de 1946, em seguida à hiperinflação do pengő no período 1945–1946.
O nome da moeda vem do florim da república Florentina, Itália, onde moedas de ouro eram cunhadas desde 1252 com o nome florenus (fiorino d'oro, em italiano). Através da Europa, diversos países adotaram este nome ou uma variação dele para a moeda local. Na Hungria, o florentinus (mais tarde chamado forint), também um sistema monetário baseado no ouro, foi adotado após 1325 no reinado de Carlos Roberto (Károly Robert em húngaro). De 1857 a 1892, o florim foi a moeda oficial do Império Austro-Húngaro (chamada forint em húngaro, florin ou gulden em alemão), dividida em 100 krajczar.
Nominalmente, o florim húngaro é dividido em 100 fillér ou filér, mas as moedas de fillér já não circulam desde 1999, devido à inflação. Os húngaros usam a abreviatura Ft para o florim.
Em 2022, após a invasão da Ucrânia pela Rússia, a taxa de câmbio EUR-HUF ultrapassou pela primeira vez a linha de 400 forints por 1 euro, mas as taxas nesse nível ou superiores duraram até ao final de 2022. Algum tempo depois, o forint também se desvalorizou em relação ao dólar americano, ultrapassando a mesma linha. O forint ainda era superior a 400 forints por 1 euro em novembro de 2024. Face ao dólar dos EUA, o forint fortaleceu-se de forma mais acentuada, regressando a níveis abaixo de 400 em Novembro de 2022 e abaixo de 350 em Abril de 2023.